# Barkóczy László
Szalai és tavarnai báró Barkóczy László (Imreg, 1791. január 9. – Pozsony, 1847. december 13.) egri kanonok, pankotai főesperes, ábrahámhegyi apát, majd székesfehérvári püspök.

## Élete
Kisebb iskoláit Sátoraljaújhelyen és Pesten, a bölcseletet Kassán, a jog első évét Pesten hallgatta. Egyházi pályára lépvén, 1809-ben a központi papnevelőbe küldetett Pestre, ahol tanulmányait elvégezvén, mint tollvivő, utóbb mint érseki szertartó nyert alkalmazást. 1815-ben fölszenteltetvén, Jászladányban mint segéd két hónapot töltött; ezután a bogácsi plébánia vezetésével bizatott meg; itt két évig foglalkozván, 1818. július 9-én miskolci plébánossá, rövid idő múlva ugyanazon kerület alesperesévé neveztetett ki. 1829-ben lett egri kanonok. 1836-ban mint pankotai főesperes és abrahámi apát a királyi táblához ment Pestre, s innen került 1837. január 13-án a székesfehérvári püspökség élére.

## Művei
- Pásztori beszéd, melyet főpásztori székébe lett beiktatásakor… hiveihez mondott. Székes-Fehérvár, 1837
- Dictio… dum regimen suae dioecesis ritu solenni capesseret. Albae-Regiae, 1837
- Nőnevelés. Fenelon után. Pest, 1842

Az ő ösztönzésére és költségén jelent meg: Kalászok az élet köréből. Kornmann Rupert után. Székes-Fejérvár, 1839 Online